# St.-Nepomuk-Statue (Althausen)

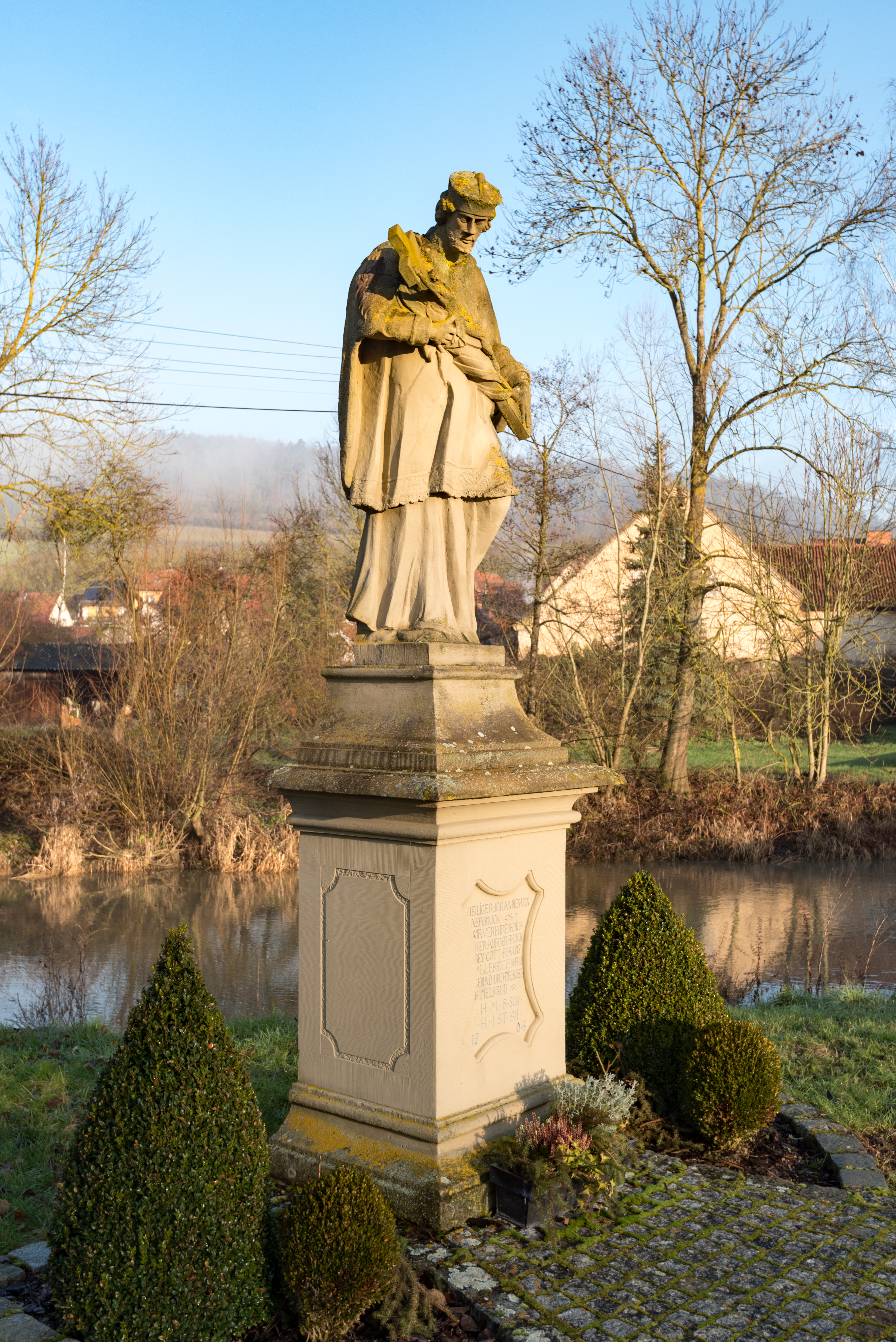
St.-Nepomuk-Statue in Althausen.

Die St.-Nepomuk-Statue befindet sich Althausen, einem Gemeindeteil der Stadt Münnerstadt im unterfränkischen Landkreis Bad Kissingen und steht auf der Brücke über die Lauer in der Brückenstraße. Sie gehört zu den Baudenkmälern von Münnerstadt und ist unter der Nummer D-6-72-135-107 in der Bayerischen Denkmalliste registriert.

## Beschreibung
Die Statue besteht aus Sandstein und entstand im Jahr 1704.
Die Statue befand bis zum Jahr 1970 im Scheitelpunkt des alten Brückenbogen im Mauerwerk der Brücke. Nach deren Umbau steht sie seitlich am Brückengeländer, also nicht mehr über dem Wasser, sondern am Ufer.
Der 170 cm hohe Sockel trägt die Inschrift:

„HEILIGER JOHAN VON NEPOMUC

WIR VEREHREN DICH

HIER AUF DER BRUC

BEY GOTT FÜR UNS

ALL ERBITTEN THU

GENAD UND DIE SUSSE

HIMMMELSRUH

H M B SCH

H I S T BH

17..“

Die Statue war früher bemalt und wurde allem Anschein nach mehrfals ausgebessert.